# Helsinská technická univerzita

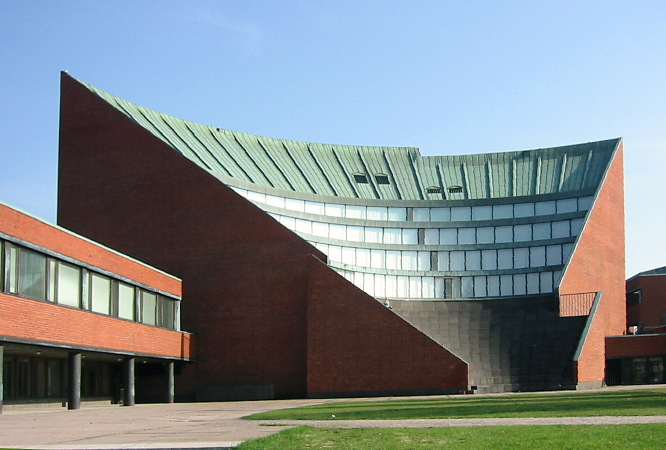
Auditorium hlavní budovy areálu v Otaniemi.

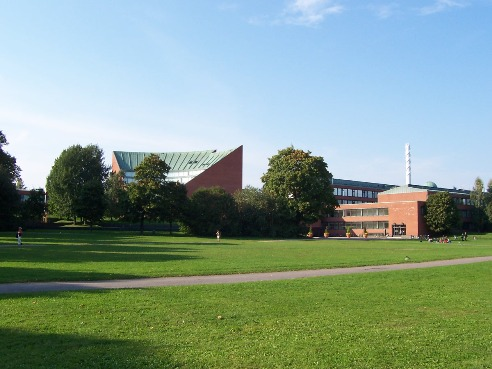
Park a budovy technické školy v Otaniemi

Helsinská technická univerzita (finsky Teknillinen korkeakoulu – zkratka TKK, švédsky Tekniska högskolan) byla hlavní technická univerzita ve Finsku, se sídlem v Espoo na poloostrově Otaniemi ve Velkých Helsinkách. 1. ledna 2010 byla sloučena spolu s Helsinskou školou ekonomickou a Helsinskou universitou umění a designu v Aaltovu universitu, pojmenovanou podle známého finského architekta Alvara Aalta.
Byla založena v roce 1849 v Helsinkách jako Technická škola, v roce 1872 přejmenována na Polytechnickou školu, v roce 1879 na Polytechnický institut. Technickou univerzitou se stala v roce 1908. V roce 1966 se přestěhovala z Helsinek do nového kampusu v Otaniemi, s komplexem budov navržených Alvarem Aaltem.
Byla známa svou laboratoří nízkých teplot O. V. Lounasmaa, která dosáhla světového rekordu nejnižší teploty. Fakulta chemické technologie zpracování dřeva je na špičkové úrovni ve světě. První organickou syntézu použitelnou v průmyslovém měřítku, pro výrobu kafru, vyvinul Gustaf Komppa, první profesor chemie na TKK.
Na fakultě informatiky vyučoval Teuvo Kohonen, který ve spolupráci s Erkki Ojou přispěl k znovuobrození výzkumu umělých neuronových sítí a na Technické univerzitě vytvořil jedno z klíčových center pro výzkum tohoto oboru.

## Fakulty
- Arkkitehtiosasto – Fakulta architektury
- Automaatio- ja systeemitekniikan osasto – Fakulta automatizace
- Kemian tekniikan osasto – Fakulta chemických studií
- Konetekniikan osasto – Fakulta strojní
- Maanmittausosasto – Fakulta geologie
- Materiaalitekniikan osasto – Fakulta materiálů
- Puunjalostustekniikan osasto – Fakulta dřevozpracovatelská
- Rakennus- ja ympäristötekniikan osasto – Fakulta stavební
- Sähkö- ja tietoliikennetekniikan osasto – Fakulta elektrotechnická
- Teknillisen fysiikan ja matematiikan osasto – Fakulta fyziky a matematiky
- Tietotekniikan osasto – Fakulta Informatiky
- Tuotantotalouden osasto – Fakulta ekonomie a managementu